# Cheilanthes brachypus
Cheilanthes brachypus là một loài thực vật có mạch trong họ Adiantaceae. Loài này được (Kunze) Kunze miêu tả khoa học đầu tiên năm 1850.